# Lars Boven
Lars Boven (* 13. srpna 2001) je nizozemský profesionální silniční cyklista jezdící za UCI WorldTeam Alpecin–Deceuninck.

## Hlavní výsledky
2018
Junior Cycling Tour Assem
 celkový vítěz
Tour du Pays de Vaud
vítěz 1. etapy (TTT)
3. místo Omloop van de Maasvallei
Národní šampionát
4. místo časovka juniorů
5. místo Grote Ronde van Gerwen
7. místo Omloop van Valkenswaard
2019
Národní šampionát
 vítěz časovky juniorů
vítěz Omloop van Schijndel
vítěz Grote Ronde van Gerwen
vítěz Omloop door het land van Bartje
Mistrovství Evropy
 2. místo časovka juniorů
Tour du Pays de Vaud
2. místo celkově
2. místo Classique des Alpes
2. místo Flevo Tour
3. místo Paříž–Roubaix Juniors
4. místo EPZ Omloop van Borsele
4. místo Omloop van Noordwest Overijssel
Mistrovství světa
7. místo časovka juniorů
Acht van Bladel
8. místo celkově
vítěz 4. etapy (ITT)
2020
Bałtyk–Karkonosze Tour
vítěz 3. etapy
2021
Istrian Spring Trophy
vítěz prologu
Tour Alsace
vítěz prologu (TTT)
Národní šampionát
4. místo časovka do 23 let
Flanders Tomorrow Tour
7. místo celkově
2022
Flanders Tomorrow Tour
 celkový vítěz
 vítěz bodovací soutěže
vítěz 2. etapy
Ronde de l'Isard
vítěz etapy 2a (TTT)
Mistrovství Evropy
 3. místo smíšená týmová štafeta do 23 let
6. místo Gran Premio di Poggiana
Tour Alsace
8. místo celkově
2023
2. místo Grand Prix Cerami
3. místo Zottegem–Sint Maria Oudenhove
4. místo SUPER 8 Classic
4. místo Paříž–Roubaix Espoirs
4. místo Eurode Omloop
6. místo Lutych–Bastogne–Lutych Espoirs
Olympia's Tour
7. místo celkově
 vítěz bodovací soutěže
2024
4. místo Figueira Champions Classic